# Seleção Sul-Vietnamita de Futebol
A Seleção Sul-Vietnamita de Futebol representou o Vietnã do Sul entre 1949 e 1976. Participou das duas primeiras finais da Copa da Ásia (1956 e 1960), terminando em quarto lugar nas duas ocasiões.
A equipe deixou de existir quando o Vietnã do Norte e o Vietnã do Sul foram integrados à República Socialista do Vietnã. Nenhuma partida foi disputada entre 1976 e 1990 e o primeiro torneio que o time combinado jogou foi depois de 1991. As agências de registro de futebol contam os jogos do Vietnã do Sul como parte do recorde de todos os tempos da seleção do Vietnã, enquanto consideram a seleção do Vietnã do Norte como um equipe separada para fins estatísticos.

## Copas do Mundo
- 1950 a 1970: Não entrou.
- 1974: Não se classificou.

## Copas da Ásia
- 1956 e 1960: Quarto lugar
- 1964 e 1968: Não se classificou
- 1972: Retirou-se
- 1976: Não se classificou